# Love Together
『Love Together』（ラヴ・トゥゲザー）は、1995年12月16日にビクターエンタテインメントから発売された、日本の歌手・広瀬香美の5thアルバム。

## 概要
前作『Harvest』から丁度1年ぶりの新作。本作も前作同様に先行シングル曲、C/W曲は全てバージョン違いで収録。

## 収録曲
- 全作詞・作曲・編曲：広瀬香美

1. PRELUDE [1:09] ※Instrumental
2. ゲレンデがとけるほど恋したい (WHAT A EXCITING MIX!) [5:02]
  - 7枚目シングルのアルバム・バージョン。
3. 恋するギャンブラー [5:37]
  - 広瀬が音楽監督を務めた舞台『GIRL's TIME -女の子よ、大志を抱け!-』（演出：宮本亜門）のキャストが組んだユニット「DECAメロン」に提供したシングル曲（1995年11月1日リリース）のセルフカバー。
4. LOVE TOGETHER [5:27]
5. HOME [2:13]
6. A・Q ROCK [5:12]
7. 組曲「人間ドック」 [4:52]
8. DESTINY [5:40]
9. 悲しい季節 [5:45]
10. 愛はバラード (MIX IN HARMONY) [5:41]
  - 6枚目のシングルのアルバム・バージョン。
11. 幸せのおすそわけ (BREAKIN' VERSION) [4:09]
  - 7枚目のシングル「ゲレンデがとけるほど恋したい」のカップリング曲。
12. SWEET LOVE SONG [5:07]